# Habsburg–Lotaringiai Rainer Ferdinánd főherceg
Habsburg–Lotaringiai Rainer Ferdinánd (ismert ragadványnevén az ifjabb Rainer, németül: Erzherzog Rainer Ferdinand von Österreich, olaszul: Ranieri Ferdinando d'Asburgo-Lorena; Milánó, 1827. január 11. – Bécs, 1913. január 27.), a Habsburg–Lotaringiai-házból származó osztrák főherceg, Idősebb Rainer József lombard–velencei alkirály és Savoya–Carignanói Mária Erzsébet gyermeke, aki a Császári és Királyi Hadsereg altábornagya, valamint az Osztrák Császárság Minisztertanácsának Elnöke 1861 és 1865 között. Feleségével, Habsburg–Tescheni Mária Karolina főhercegnővel kötött házasságából nem születtek gyermekei.

## Élete

### Származása, testvérei
Rainer Ferdinánd főherceg Milánóban, a Lombard–Velencei Királyság fővárosában született, 1822-ben. Édesapja Habsburg–Lotaringiai-ház főágából származó Rainer József osztrák főherceg (1783–1853) volt, a Lombard–Velencei Királyság alkirálya, I. Ferenc magyar király és osztrák császár öccse, Lipót toszkánai nagyhercegnek, a későbbi II. Lipót német-római császárnak, magyar és cseh királynak (1747-1792) és a Bourbon-házból való Mária Ludovika spanyol infánsnőnek (1745–1792) fia.
Édesanyja Savoyai Mária Erzsébet Franciska carignanói hercegnő (Maria Elisabetta Francesca di Savoia-Carignano, 1800–1856) volt, Károly Albert szárd–piemonti király húga, Károly Emánuel Ferdinánd carignanói herceg (1770–1800) és Mária Krisztina szász–kurlandi hercegnő (1779–1851) leánya. Nyolc testvér közül Rainer Ferdinánd főherceg született hatodikként:
- Mária Karolina Auguszta főhercegnő (1821–1844), nem ment férjhez, fiatalon meghalt.
- Mária Adelheid Franciska főhercegnő (1822–1855), Maria Adelaida néven szárd–piemonti királyné, II. Viktor Emánuel szárd–piemonti király felesége.
- Lipót (Leopoldo) Lajos Maria Ferenc főherceg (1823–1898) altábornagy, altengernagy, nem nősült meg.
- Ernő (Ernesto) Károly Félix főherceg (1824–1899) altábornagy.
- Zsigmond (Sigismondo) Lipót Rainer főherceg (1826–1891) altábornagy, nem nősült meg.
- Rainer Ferdinánd főherceg (1827–1913) altábornagy, a Birodalmi Tanács (Reichsrat) elnöke.
- Henrik (Enrico) Antal Mária főherceg (1828–1891), aki a polgári származású Leopoldine Hofmannt, a későbbi Waideck bárónőt vette feleségül (morganatikus házasságban).
- Miksa (Massimiliano) Károly Mária főherceg (1830–1839), gyermekként meghalt.

Gyermekkorát a milánói alkirályi udvarban töltötte. Szülei az 1848 márciusában kitört itáliai forrongások elől Dél-Tirolba költöztek. Amikor a forradalmakat leverték, és a neoabszolutista kormányzati vonal jutott érvényre, a liberális elveket valló id. Rainer főherceg visszavonult a politikától, és többé nem is tért vissza a Lombard–Velencei Királyságba.

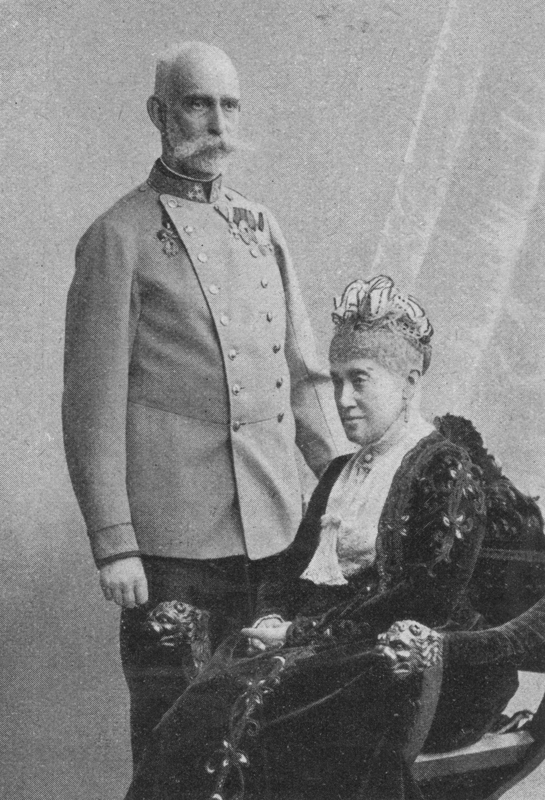
Rainer Ferdinánd főherceg és felesége, Mária Karolina Lujza főhercegnő.

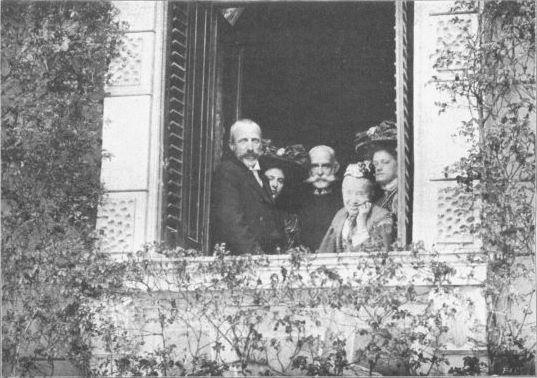
Rainer Ferdinánd főherceg a feleségével, Mária Karolina főhercegnővel, és feleségének unokaöccsével, Károly István főherceggel, és annak két leányával, Eleonóra Mária és Renáta Mária Karolina főhercegnőkkel Abbáziában, a Villa Quisiana ablakában.
Sport & Salon, Wien, 1908. április 4.

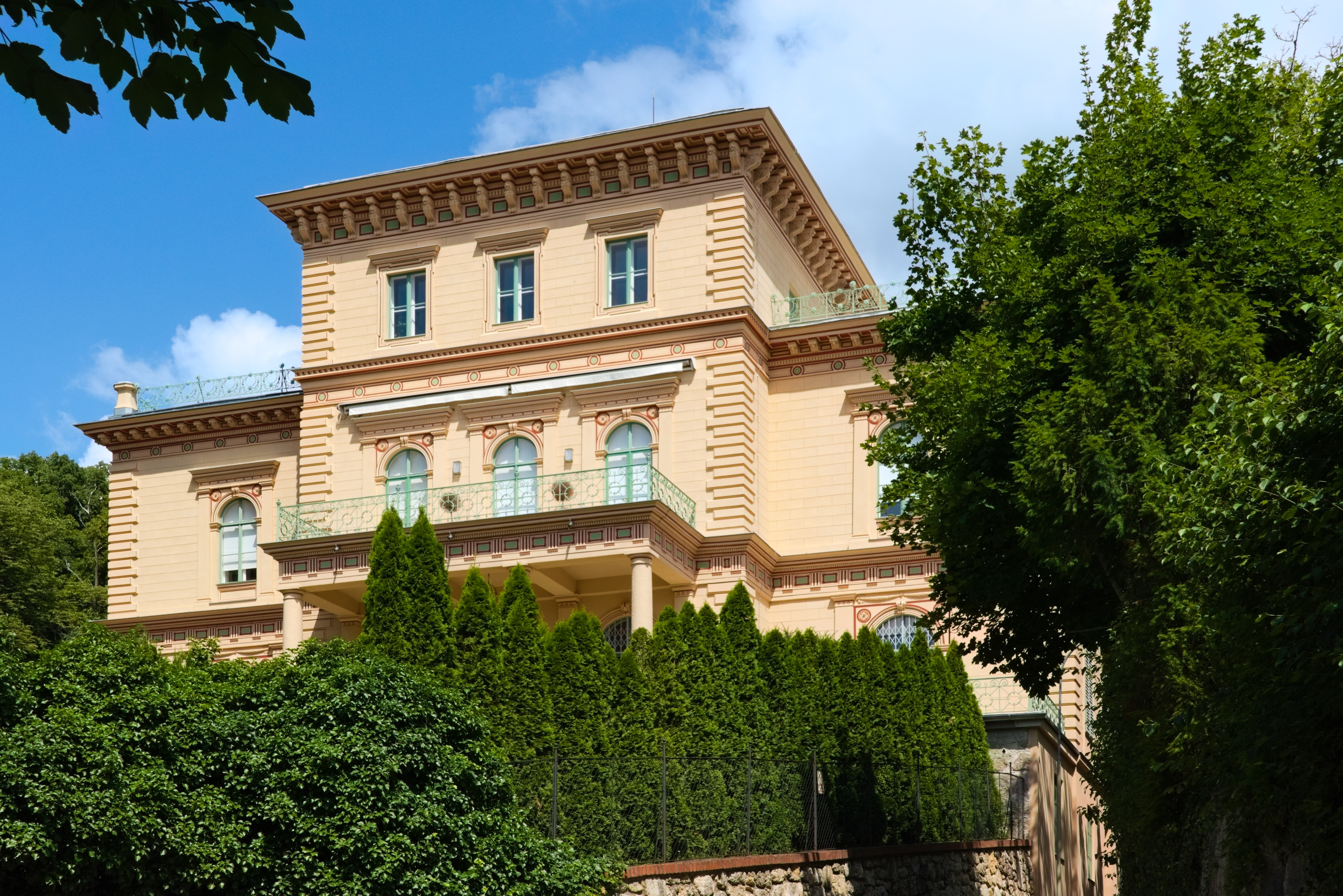
Villa Rainer Badenben

### Házassága
1852. február 21-én Bécsben feleségül vette a nála 2 évvel idősebb unokanővérét, Mária Karolina Lujza Krisztina főhercegnőt (1825–1915), Károly főherceg (1771–1847) és Henrietta Alexandrina nassau–weilburgi hercegnő (1797–1829) legfiatalabb leányát, aki már 19 éves korától férjhez meneteléig a prágai Theresianum katolikus leánynevelő intézet főapátnője volt. Boldog és mintaszerű házastársi kapcsolatban éltek, de a házasság gyermektelen maradt.
A barátságos és közvetlen természetű, mélyen hívő Mária Karolina főhercegnő, akit fájdalmasan érintett, hogy nincsenek saját gyermekei, nagy odaadással és szeretettel fordult a császári család legifjabb tagjai felé, tanította, nevelte őket. Környezetében a gyerekek csak így hívták: a „Rainer Mária néni” (Tante Maria Rainer). Számos szociális alapítványt tett, különösen a hátrányos helyzetű gyermekek és fiatalkorúak segítésére, oktatására. Karitatív munkájával széles elismertséget szerzett magának és férjének is.

### Politikai, katonai pályája
Házasságkötésének évében, 1852-ben a császár Rainer Ferdinánd főherceget kinevezte a salzburgi 59. gyalogezred (IR59) tulajdonosává, amely felvette az Infanterieregiment Erzherzog Rainer nevet. (Az ezred a mai Ausztriában is fennmaradt salzburgi háziezredként (Salzburger Hausregiment Erzherzog Rainer Nr. 59).
Édesapja, az idősebb Rainer (József) főherceg 1853-ban Bozenben (ma: Bolzano) elhunyt el. Édesanyja, Mária Erzsébet carignani hercegnő 3 évvel később, 1856-ban.
1854-ben Rainer főherceg megvásárolta a bécsi Wiedner Hauptstrasse 63. alatt álló ingatlant, amely egy hatalmas parkból állt, benne egy impozáns palotával, amelyet még 1711–12-ben egy gazdag kereskedő, Leopold von Engelskirchner építtetett. (1832-ben akkori tulajdonosa, Johann Heinrich Freiherr von Geymüller bevezette a gázvilágítást, ez lett az első gázzal világított magánház Bécsben). A palotát ezután új tulajdonosáról Rainer főherceg palotájának (Palais Erzherzog Rainer) neveztek. A főherceg itt élt feleségével haláláig, 1913-ig.
1857-ben Ferenc József császár Rainer Ferdinánd főherceget hívta meg a császár által kinevezett Birodalmi Tanács (Reichsrat) élére.
1860-ban a császár a liberális Anton von Schmerlinget nevezte ki a Birodalom miniszterelnökévé, de ő hamarosan összeütközésbe került a neoabszolutista kamarillával. A császár rövidesen leváltotta, helyére 1861. február 4–én Rainer Ferdinánd főherceget nevezte ki Ausztria névleges miniszterelnökévé (Ministerpräsident). Schmerlinget, aki élvezte az alsóházban a német nemzeti liberálisok (Deutschliberale) támogatását, a császár ugyanekkor államminiszterévé nevezte ki, és 1865-ig ő maradt a legbefolyásosabb osztrák politikus.
Rainer Ferdinánd főherceget a császár 1865. június 26-án visszahívta kormányfői tisztségéből, helyére Alexander von Mensdorff-Pouillyt helyezte. (Az 1867-es kiegyezésig az uralkodó maga nevezte ki és váltotta le miniszterelnökeit, parlamenti ellenőrzés nélkül).
1868-ban kinevezték ki az cs.-kir. osztrák Honi Véderő (K.k. Landwehr) főparancsnokává. E tisztséget 1906-ig (79 éves koráig) viselte. 1874-ben táborszernagyi (Feldzeugmeister) rangot kapott, később altábornaggyá (Feldmarschalleutnant) léptették elő.

### A művészetek és tudományok mecénása
Rainer Ferdinánd főherceg, apjához hasonlóan a művészetek és tudományok értő és bőkezű pártolója volt. Kurátora volt több alapítványnak és tudományos intézménynek, így az Osztrák Tudományos Akadémiának (Österreichische Akademie der Wissenschaften) is. Fővédnöke volt az Osztrák Művészeti és Ipari Múzeumnak (Österreichisches Museum für Kunst und Industrie). 1873-ban ő lett a Világkiállítást előkészítő bizottság elnöke. 1884-ben megvásárolt egy ókori egyiptomi papirusztekercsekből álló jelentős gyűjteményt, amelyet a fajjúmi oázisban végzett ásatások során fedeztek fel. Ezt a gyűjteményt 1899-ben az Udvari Könyvtárnak (ma: Osztrák Nemzeti Könyvtár, Österreichische Nationalbibliothek) ajándékozta. Ő maga finanszírozta a mintegy 100 000 darab papirusztekercs restaurálási és katalogizálási munkáit is. Ez a gyűjtemény 2001-ben bekerült az UNESCO Világ Emlékezete programjába. Ma a Nemzeti Könyvtárhoz tartozó bécsi Papirusz-múzeumban (Papyrussammlung und Papyrusmuseum Wien) látható, amelynek a Hofburg új szárnya, a Neue Burg ad otthont). A főherceg komoly nevet szerzett értékes könyvek és régi kéziratok szakértő gyűjtőjeként is.
1903-ban Bécs Ottakring kerületében megépíttette a Wilhelminenberg Kastélyt (Schloss Wilhelminenberg), amelyet 1908-ban átadott unokaöccsének, az 1889-ben nősült Habsburg–Toscanai Lipót Szalvátor főhercegnek és népes családjának.
1912-ben Rainer Ferdinánd főherceg és Mária Karolina főhercegnő megünnepelhették házasságuk 60. évfordulóját. A gyémánt jubileum fényes udvari ünnepségei az Osztrák–Magyar Monarchia és a császári ház egyik legutolsó nagy társadalmi eseménye volt.
Az ifjabb Rainer főherceg 1913. január 27-én hunyt el Bécsben, 86 éves korában. A Habsburg-család hagyományos temetkezőhelyén, a bécsi kapucinusok templomának Toszkána-kriptájában (Toskanagruft) nyugszik. Özvegye, Mária Karolina főhercegnő Badenbe vonult vissza, itt hunyt el két évvel később, 1915-ben, 90 évesen. Őt is ugyanide temették. A gyermektelenül elhunyt Rainer Ferdinánd főherceg unokaöccsére, a sokgyermekes Habsburg–Toscanai Lipót Szalvátor főhercegre hagyta ingatlanvagyonát, így a bécs–ottakringi Wilhelminenberg kastélyt és az alsó-ausztriai Hernstein kastélyt is.

### Palotájának későbbi sorsa
Rainer Ferdinánd főherceg bécsi palotája (Palais Erzherzog Rainer) a város 1945-ös ostroma alatt megsérült, majd szovjet katonai parancsnokság költözött bele. Műemléki jellegén (számos 19. századi átépítése miatt) a fővárosi hatóság hosszan vitatkozott. Az 1950-es években a Semperit gumigyár szerezte meg, aki 1957-ben lebontatta és irodaházakat épített a helyére. Az 1970-es években, a Semperit-konszern lehanyatlása után az irodaház-komplexum az Osztrák Iparkamara (Wirtschaftskammer Österreich) székhelye lett.

### Emléke
A főherceg halála, 1913. után a nevét viselő salzburgi 59. háziezred (IR59) megkapta az Erzherzog Rainer név viselésének örök időkre (auf immerwährende Zeiten) szóló jogát. A sok dicsőséget látott gyalogezred tiszteletére Hans Schmid megkomponálta a Rainer-indulót (Rainermarsch), amelynek ősbemutatóját már az első világháború orosz frontján álló ezrednél, a volhíniai Olikában tartották, 1915. szeptember 11-én. A főherceg neve és a népszerűvé vált induló túlélte mindkét világháborút, az Osztrák Szövetségi Véderő (Bundesheer) szervezetében ma is fennálló salzburgi vadászezred nevében megőrizte a hagyományt: Jägerregiment Salzburg – Erzherzog Rainer.
Leopold Nedomansky cs. és kir. udvari szállító 1913-ban, az utolsó békeévben, egyben Rainer főherceg halálának évében, elegáns szállodát épített Bécs 4. kerületében, a Wiedner Hauptstrasse 27-29. szám alatt, amelyet a császár engedélyével Erzherzog Rainernek nevezett el.  Archiválva 2009. január 22-i dátummal a Wayback Machine-ben.